# Lewis (comté de Lewis, New York)
Pour les articles homonymes, voir Lewis.
Lewis est une ville située dans le comté de Lewis, dans l'État de New York, aux États-Unis,. En 2010, elle comptait une population de 854 habitants.

## Démographie
Lors du recensement de 2010, la ville comptait une population de 854 habitants. Elle est estimée, en 2014, à 841 habitants.